# Seznam dílů seriálu Zoufalé manželky
Toto je seznam dílů seriálu Zoufalé manželky. Americký komediálně dramatický seriál Zoufalé manželky (v anglickém originále Desperate Housewives) měl premiéru na televizní stanici ABC 3. října 2004 a na české stanici Prima TV 4. září 2006. Premiéru seriálu sledovalo v USA celkem 21,64 milionu diváků starších dvou let a v Česku celkem 1,21 milionu dospělých diváků. Seriál sleduje osudy čtyř žen – Susan (Teri Hatcherová), Lynette (Felicity Huffmanová), Bree (Marcia Crossová) a Gabrielle (Eva Longoria) – očima mrtvé sousedky a kamarádky Mary Alice (Brenda Strong). Celkem bylo natočeno 180 epizod, jež byly odvysílány v osmi sériích.

## Přehled řad
| Řada | Díly | Premiéra v USA | Premiéra v USA  | Premiéra v ČR    | Premiéra v ČR     |
| Řada | Díly | První díl      | Poslední díl    | První díl        | Poslední díl      |
| ---- | ---- | -------------- | --------------- | ---------------- | ----------------- |
| 1    | 23   | 3. října 2004  | 22. května 2005 | 4. září 2006     | 5. února 2007     |
| 2    | 24   | 25. září 2005  | 21. května 2006 | 12. února 2007   | 23. července 2007 |
| 3    | 23   | 24. září 2006  | 20. května 2007 | 3. března 2008   | 18. srpna 2008    |
| 4    | 17   | 30. září 2007  | 18. května 2008 | 28. srpna 2008   | 18. prosince 2008 |
| 5    | 24   | 28. září 2008  | 17. května 2009 | 17. září 2009    | 11. března 2010   |
| 6    | 23   | 27. září 2009  | 16. května 2010 | 26. srpna 2010   | 10. února 2011    |
| 7    | 23   | 26. září 2010  | 15. května 2011 | 1. prosince 2011 | 3. května 2012    |
| 8    | 23   | 25. září 2011  | 13. května 2012 | 27. září 2012    | 28. února 2013    |

## Díly

### První řada (2004–2005)
| Č. v seriálu | Č. v řadě | Původní název                  | Český název              | Režie             | Scénář                                                            | Premiéra v USA     | Premiéra v ČR      |
| ------------ | --------- | ------------------------------ | ------------------------ | ----------------- | ----------------------------------------------------------------- | ------------------ | ------------------ |
| 1            | 1         | Pilot                          | Pilot                    | Charles McDougall | Marc Cherry                                                       | 3. října 2004      | 4. září 2006       |
| 2            | 2         | Ah, But Underneath             | Ale co je pod povrchem?  | Larry Shaw        | Marc Cherry                                                       | 10. října 2004     | 4. září 2006       |
| 3            | 3         | Pretty Little Picture          | Hezký obrázek            | Arlene Sanfordová | Oliver Goldstick                                                  | 17. října 2004     | 11. září 2006      |
| 4            | 4         | Who's That Woman?              | Kdo je ta žena?          | Jeff Melman       | Marc Cherry, Tom Spezialy                                         | 24. října 2004     | 11. září 2006      |
| 5            | 5         | Come In, Stranger              | Vstupte, cizinče         | Arlene Sanfordová | Alexandra Cunninghamová                                           | 31. října 2004     | 18. září 2006      |
| 6            | 6         | Running to Stand Still         | Ve slepé uličce          | Fred Gerber       | Tracey Sternová                                                   | 7. listopadu 2004  | 25. září 2006      |
| 7            | 7         | Anything You Can Do            | Za každou cenu           | Larry Shaw        | John Pardee, Joey Murphy                                          | 21. listopadu 2004 | 2. října 2006      |
| 8            | 8         | Guilty                         | Vinni                    | Fred Gerber       | Kevin Murphy                                                      | 28. listopadu 2004 | 9. října 2006      |
| 9            | 9         | Suspicious Minds               | V podezření              | Larry Shaw        | Jenna Bansová                                                     | 12. prosince 2004  | 16. října 2006     |
| 10           | 10        | Come Back to Me                | Vrať se ke mně           | Fred Gerber       | Patty Linová                                                      | 19. prosince 2004  | 23. října 2006     |
| 11           | 11        | Move On                        | Kdo ji najde?            | John David Coles  | David Schulner                                                    | 9. ledna 2005      | 30. října 2006     |
| 12           | 12        | Every Day a Little Death       | Bolestná přiznání        | David Grossman    | Chris Black                                                       | 16. ledna 2005     | 6. listopadu 2006  |
| 13           | 13        | Your Fault                     | Tvoje chyba              | Arlene Sanfordová | Kevin Etten                                                       | 23. ledna 2005     | 13. listopadu 2006 |
| 14           | 14        | Love is in the Air             | Láska visí ve vzduchu    | Jeff Melman       | Tom Spezialy                                                      | 16. února 2005     | 20. listopadu 2006 |
| 15           | 15        | Impossible                     | Beznaděj                 | Larry Shaw        | Marc Cherry, Tom Spezialy                                         | 20. února 2005     | 27. listopadu 2006 |
| 16           | 16        | The Ladies Who Lunch           | Dámy v nesnázích         | Arlene Sanfordová | Alexandra Cunninghamová                                           | 27. března 2005    | 4. prosince 2006   |
| 17           | 17        | There Won’t Be Trumpets        | Žádný důvod k oslavám    | Jeff Melman       | John Pardee, Joey Murphy                                          | 3. dubna 2005      | 11. prosince 2006  |
| 18           | 18        | Children Will Listen           | Neposlušné děti          | Larry Shaw        | Kevin Murphy                                                      | 10. dubna 2005     | 18. prosince 2006  |
| 19           | 19        | Live Alone and Like It         | Kdo je rád sám?          | Arlene Sanfordová | Jenna Bansová                                                     | 17. dubna 2005     | 25. prosince 2006  |
| 20           | 20        | Fear No More                   | Strach                   | Jeff Melman       | Adam Barr                                                         | 1. května 2005     | 15. ledna 2007     |
| 21           | 21        | Sunday in the Park with George | Neděle v parku s Georgem | Larry Shaw        | Katie Fordová                                                     | 8. května 2005     | 22. ledna 2007     |
| 22           | 22        | Goodbye for Now                | Zatím nashledanou        | David Grossman    | Josh Senter                                                       | 15. května 2005    | 29. ledna 2007     |
| 23           | 23        | One Wonderful Day              | Jednoho krásného dne     | Larry Shaw        | John Pardee, Joey Murphy, Marc Cherry, Tom Spezialy, Kevin Murphy | 22. května 2005    | 5. února 2007      |

### Druhá řada (2005–2006)
| Č. v seriálu | Č. v řadě | Původní název                      | Český název                            | Režie                 | Scénář                                                                          | Premiéra v USA     | Premiéra v ČR                      |
| ------------ | --------- | ---------------------------------- | -------------------------------------- | --------------------- | ------------------------------------------------------------------------------- | ------------------ | ---------------------------------- |
| 24           | 1         | Next                               | Život jde dál                          | Larry Shaw            | Jenna Bansová, Kevin Murphy                                                     | 25. září 2005      | 12. února 2007                     |
| 25           | 2         | You Could Drive a Person Crazy     | Z tebe by se jeden zbláznil            | David Grossman        | Chris Black, Alexandra Cunninghamová                                            | 2. října 2005      | 19. února 2007                     |
| 26           | 3         | You'll Never Get Away from Me      | Mě se nikdy nezbavíš                   | Arlene Sanfordová     | Tom Spezialy, Ellie Hermanová                                                   | 9. října 2005      | 26. února 2007                     |
| 27           | 4         | My Heart Belongs to Daddy          | Já mám tátu rád                        | Robert Duncan McNeill | John Pardee, Joey Murphy                                                        | 16. října 2005     | 5. března 2007                     |
| 28           | 5         | They Asked Me Why I Believe in You | Diví se, proč ti věřím                 | David Grossman        | Alan Cross                                                                      | 23. října 2005     | 12. března 2007                    |
| 29           | 6         | I Wish I Could Forget You          | Chci na tebe zapomenout                | Larry Shaw            | Kevin Etten, Josh Senter                                                        | 6. listopadu 2005  | 19. března 2007                    |
| 30           | 7         | Color and Light                    | Odvrácená strana                       | David Grossman        | Marc Cherry                                                                     | 13. listopadu 2005 | 26. března 2007                    |
| 31           | 8         | The Sun Won't Set                  | Slunce nikdy nezapadne                 | Stephen Cragg         | Jenna Bansová                                                                   | 20. listopadu 2005 | 2. dubna 2007                      |
| 32           | 9         | That's Good, That's Bad            | Takhle ano, takhle ne                  | Larry Shaw            | Kevin Murphy                                                                    | 27. listopadu 2005 | 9. dubna 2007                      |
| 33           | 10        | Coming Home                        | Návrat domů                            | Arlene Sanfordová     | Chris Black                                                                     | 4. prosince 2005   | 16. dubna 2007                     |
| 34           | 11        | One More Kiss                      | Polibek                                | Wendey Stanzlerová    | Joey Murphy, John Pardee                                                        | 8. ledna 2006      | 23. dubna 2007                     |
| 35           | 12        | We're Gonna Be All Right           | To bude v pořádku                      | David Grossman        | Alexandra Cunninghamová                                                         | 15. ledna 2006     | 30. dubna 2007                     |
| 36           | 13        | There's Something About a War      | Válka na Wisteria Lane                 | Larry Shaw            | Kevin Etten                                                                     | 22. ledna 2006     | 7. května 2007                     |
| 37           | 14        | Silly People                       | Ach, ti lidé...                        | Robert Duncan McNeill | Tom Spezialy                                                                    | 12. února 2006     | 14. května 2007                    |
| 38           | 15        | Thank You So Much                  | Mnohokrát děkuji                       | David Grossman        | Dahvi Waller                                                                    | 19. února 2006     | 21. května 2007                    |
| 39           | 16        | There Is No Other Way              | Tudy cesta nevede                      | Randy Zisk            | Bruce Zimmerman                                                                 | 12. března 2006    | 28. května 2007                    |
| 40           | 17        | Could I Leave You?                 | Copak se tě můžu vzdát?                | Pam Thomasová         | Scott Sanford Tobis                                                             | 26. března 2006    | 4. června 2007                     |
| 41           | 18        | Everybody Says Don't               | Všichni říkají, nedělej to             | Tom Cherones          | námět: Jim Lincoln scénář: Jenna Bannsová, Alexandra Cunninghamová              | 2. dubna 2006      | 11. června 2007                    |
| 42           | 19        | Don't Look at Me                   | Na mě se nedívej                       | David Grossman        | Josh Senter                                                                     | 16. dubna 2006     | 18. června 2007                    |
| 43           | 20        | It Wasn't Meant to Happen          | To jsem nechtěla                       | Larry Shaw            | Marc Cherry, Tom Spezialy                                                       | 30. dubna 2006     | 25. června 2007                    |
| 42           | 19        | Don't Look at Me                   | Na mě se nedívej                       | David Grossman        | Josh Senter                                                                     | 16. dubna 2006     | 18. června 2007                    |
| 44           | 21        | I Know Things Now                  | Pravda vyjde najevo                    | Wendey Stanzlerová    | Kevin Etten, Bruce Zimmerman                                                    | 7. května 2006     | 2. července 2007                   |
| 45           | 22        | No One Is Alone                    | Nikdo není sám                         | David Grossman        | Kevin Murphy, Chris Black                                                       | 14. května 2006    | 9. července 2007                   |
| 46–47        | 2324      | Remember                           | Vzpomínky (1. část)Vzpomínky (2. část) | Larry Shaw            | námět: Alexandra Cunninghamová, Tom Spezialy scénář: Marc Cherry, Jenna Bansová | 21. května 2006    | 16. července 200723. července 2007 |

### Třetí řada (2006–2008)
| Č. v seriálu | Č. v řadě | Původní název                     | Český název                             | Režie           | Scénář                                | Premiéra v USA     | Premiéra v ČR     |
| ------------ | --------- | --------------------------------- | --------------------------------------- | --------------- | ------------------------------------- | ------------------ | ----------------- |
| 48           | 1         | Listen to the Rain on the Roof    | Poslouchej, jak déšť bubnuje do střechy | Larry Shaw      | Marc Cherry, Jeff Greenstein          | 24. září 2006      | 3. března 2008    |
| 49           | 2         | It Takes Two                      | Dokonalý pár                            | David Grossman  | Kevin Murphy, Jenna Bans              | 1. října 2006      | 10. března 2008   |
| 50           | 3         | A Weekend in the Country          | Víkend na venkově                       | Wendey Stanzler | Bob Daily                             | 8. října 2006      | 17. března 2008   |
| 51           | 4         | Like It Was                       | Jako dřív                               | Larry Shaw      | John Pardee, Joey Murphy              | 15. října 2006     | 24. března 2008   |
| 52           | 5         | Nice She Ain't                    | Umění sabotáže                          | David Warren    | Alexandra Cunningham, Susan N. Jaffee | 22. října 2006     | 31. března 2008   |
| 53           | 6         | Sweetheart, I Have to Confess     | Miláčku, musím se ti přiznat...         | David Grossman  | Dahvi Waller, Josh Senter             | 29. října 2006     | 7. dubna 2008     |
| 54           | 7         | Bang                              | Prásk!                                  | Larry Shaw      | Joe Keenan                            | 5. listopadu 2006  | 14. dubna 2008    |
| 55           | 8         | Children and Art                  | Děti a Art                              | Wendey Stanzler | Kevin Etten, Jenna Bans               | 12. listopadu 2006 | 21. dubna 2008    |
| 56           | 9         | Beautiful Girls                   | Malé královny krásy                     | David Grossman  | Dahvi Waller, Susan Nirah Jaffee      | 19. listopadu 2006 | 28. dubna 2008    |
| 57           | 10        | The Miracle Song                  | Zázračná píseň                          | Larry Shaw      | Bob Daily                             | 26. listopadu 2006 | 5. května 2008    |
| 58           | 11        | No Fits, No Fights, No Feuds      | Žádné slzy, žádné spory, žádné sváry    | Sanaa Hamri     | Alexandra Cunningham, Josh Senter     | 7. ledna 2007      | 12. května 2008   |
| 59           | 12        | Not While I'm Around              | Jen přes mou mrtvolu                    | David Grossman  | Kevin Murphy, Kevin Etten             | 14. ledna 2007     | 19. května 2008   |
| 60           | 13        | Come Play Wiz Me                  | Pojď si se mnou hrát                    | Larry Shaw      | Valerie Ahern, Christian McLaughlin   | 21. ledna 2007     | 26. května 2008   |
| 61           | 14        | I Remember That                   | Už si vzpomínám                         | David Warren    | John Pardee, Joey Murphy              | 11. února 2007     | 2. června 2008    |
| 62           | 15        | The Little Things You Do Together | Všechny ty maličkosti, co děláte spolu  | David Grossman  | Marc Cherry, Joe Keenan               | 18. února 2007     | 23. června 2008   |
| 63           | 16        | My Husband, the Pig               | Můj muž, ten protiva                    | Larry Shaw      | Brian A. Alexander                    | 4. března 2007     | 30. června 2008   |
| 64           | 17        | Dress Big                         | Šaty dělají člověka                     | Matthew Diamond | Kevin Etten, Susan Nirah Jaffee       | 8. dubna 2007      | 7. července 2008  |
| 65           | 18        | Liaisons                          | Vztahy                                  | David Grossman  | Jenna Bans, Alexandra Cunningham      | 15. dubna 2007     | 14. července 2008 |
| 66           | 19        | God, That's Good                  | Bože, to je lahůdka                     | Larry Shaw      | Dahvi Waller, Josh Senter             | 22. dubna 2007     | 21. července 2008 |
| 67           | 20        | Gossip                            | Klepy                                   | Wendey Stanzler | John Pardee, Joey Murphy              | 29. dubna 2007     | 28. července 2008 |
| 68           | 21        | Into the Woods                    | Zpátky do lesů                          | David Grossman  | Alexandra Cunningham                  | 6. května 2007     | 4. srpna 2008     |
| 69           | 22        | What Would We Do Without You?     | Co bychom si bez tebe počali?           | Larry Shaw      | Bob Daily                             | 13. května 2007    | 11. srpna 2008    |
| 70           | 23        | Getting Married Today             | Dneska se vdávám                        | David Grossman  | Joe Keenan, Kevin Murphy              | 20. května 2007    | 18. srpna 2008    |

### Čtvrtá řada (2007–2008)
| Č. v seriálu | Č. v řadě | Původní název                       | Český název              | Režie          | Scénář                                    | Premiéra v USA     | Premiéra v ČR      |
| ------------ | --------- | ----------------------------------- | ------------------------ | -------------- | ----------------------------------------- | ------------------ | ------------------ |
| 71           | 1         | Now You Know                        | Tak už to víš            | Larry Shaw     | Marc Cherry                               | 30. září 2007      | 28. srpna 2008     |
| 72           | 2         | Smiles of a Summer Night            | Úsměvy letní noci        | David Grossman | Bob Daily, Matt Berry                     | 7. října 2007      | 4. září 2008       |
| 73           | 3         | The Game                            | Hry                      | Bethany Rooney | Joey Murphy, John Pardee                  | 14. října 2007     | 11. září 2008      |
| 74           | 4         | If There's Anything I Can't Stand   | Jestli něco nesnáším     | Larry Shaw     | Alexandra Cunningham, Lori Kirkland Baker | 21. října 2007     | 18. září 2008      |
| 75           | 5         | Art Isn't Easy                      | S uměním to není lehké   | David Grossman | Jason Ganzel                              | 28. října 2007     | 25. září 2008      |
| 76           | 6         | Now I Know, Don't Be Scared         | Neboj se, já už to vím   | Larry Shaw     | Susan Nirah Jaffee, Dahvi Waller          | 4. listopadu 2007  | 2. října 2008      |
| 77           | 7         | You Can't Judge a Book By Its Cover | Nesuď knihu podle obálky | David Warren   | Chuck Ranberg, Anne Flett-Giordano        | 11. listopadu 2007 | 9. října 2008      |
| 78           | 8         | Distant Past                        | Dávná minulost           | Jay Torres     | Joe Keenan                                | 24. listopadu 2007 | 16. října 2008     |
| 79           | 9         | Something's Coming                  | Něco se blíží            | David Grossman | Joey Murphy, John Pardee                  | 2. prosince 2007   | 23. října 2008     |
| 80           | 10        | Welcome to Kanagawa                 | Vítejte v Kanagawě       | Larry Shaw     | Jamie Gorenberg, Jordon Nardino           | 6. ledna 2008      | 30. října 2008     |
| 81           | 11        | Sunday                              | Nedělní ráno             | David Grossman | Alexandra Cunningham, Lori Kirkland Baker | 13. dubna 2008     | 6. listopadu 2008  |
| 82           | 12        | In Buddy's Eyes                     | Vidět a nevidět          | Larry Shaw     | Jeff Greenstein                           | 20. dubna 2008     | 13. listopadu 2008 |
| 83           | 13        | Hello, Little Girl                  | Ahoj, holčičko           | Bethany Rooney | Susan Nirah Jaffee, Jamie Gorenberg       | 27. dubna 2008     | 20. listopadu 2008 |
| 84           | 14        | Opening Doors                       | Vítejte u nás            | David Grossman | Dahvi Waller, Jordon Nardino              | 4. května 2008     | 27. listopadu 2008 |
| 85           | 15        | Mother Said                         | Jak matka řekla          | David Warren   | Chuck Ranberg, Anne Flett-Giordano        | 11. května 2008    | 4. prosince 2008   |
| 86           | 16        | The Gun Song                        | Právo na obranu          | Bethany Rooney | Bob Daily, Matt Berry                     | 18. května 2008    | 11. prosince 2008  |
| 87           | 17        | Free                                | Zase volná               | David Grossman | Jeff Greenstein                           | 18. května 2008    | 18. prosince 2008  |

### Pátá řada (2008–2009)
| Č. v seriálu | Č. v řadě | Původní název                                   | Český název                               | Režie           | Scénář                   | Premiéra v USA     | Premiéra v ČR      |
| ------------ | --------- | ----------------------------------------------- | ----------------------------------------- | --------------- | ------------------------ | ------------------ | ------------------ |
| 88           | 1         | You're Gonna Love Tomorrow                      | Zítra tě budou milovat                    | Larry Shaw      | Marc Cherry              | 28. září 2008      | 17. září 2009      |
| 89           | 2         | We're So Happy You're So Happy                  | My jsme šťastní, vy jste šťastní          | David Grossman  | Alexandra Cunningham     | 5. října 2008      | 24. září 2009      |
| 90           | 3         | Kids Ain't Like Everybody Else                  | Děti nejsou jako my ostatní               | Bethany Rooney  | Joe Keenan               | 12. října 2008     | 1. října 2009      |
| 91           | 4         | Back in Business                                | Zpátky v jednom kole                      | Scott Ellis     | John Pardee, Joey Murphy | 19. října 2008     | 8. října 2009      |
| 92           | 5         | Mirror, Mirror                                  | Zrcadlo, zrcadlo                          | David Grossman  | Jeff Greenstein          | 26. října 2008     | 15. října 2009     |
| 93           | 6         | There's Always a Woman                          | Za vším hledej ženu                       | Matthew Diamond | John Paul Bullock III    | 2. listopadu 2008  | 22. října 2009     |
| 94           | 7         | What More Do I Need?                            | Co člověk potřebuje                       | Larry Shaw      | Matt Berry               | 9. listopadu 2008  | 29. října 2009     |
| 95           | 8         | City on Fire                                    | Město v plamenech                         | David Grossman  | Bob Daily                | 16. listopadu 2008 | 5. listopadu 2009  |
| 96           | 9         | Me and My Town                                  | Po požáru                                 | David Warren    | Lori Kirkland Baker      | 30. listopadu 2008 | 12. listopadu 2009 |
| 97           | 10        | A Vision's Just a Vision                        | Návrat ze tmy                             | Larry Shaw      | David Flebotte           | 7. prosince 2008   | 19. listopadu 2009 |
| 98           | 11        | Home is the Place                               | Každý potřebuje domov                     | David Grossman  | Jamie Gorenberg          | 4. ledna 2009      | 26. listopadu 2009 |
| 99           | 12        | Connect! Connect!                               | Haló, haló                                | Ken Whittingham | Jordon Nardino           | 11. ledna 2009     | 3. prosince 2009   |
| 100          | 13        | The Best Thing That Ever Could Have Happened    | To nejlepší, co nás kdy potkalo           | Larry Shaw      | Marc Cherry, Bob Daily   | 18. ledna 2009     | 10. prosince 2009  |
| 101          | 14        | Mama Spent Money When She Had None              | Mít a nemít peníze                        | David Warren    | Jason Ganzel             | 8. února 2009      | 17. prosince 2009  |
| 102          | 15        | In a World Where the Kings Are Employers        | Svět, ve kterém vládnou šéfové            | David Grossman  | Lori Kirkland Baker      | 15. února 2009     | 7. ledna 2010      |
| 103          | 16        | Crime Doesn't Pay                               | Lež má krátké nohy                        | Larry Shaw      | Jamie Gorenberg          | 8. března 2009     | 14. ledna 2010     |
| 104          | 17        | The Story of Lucy and Jessie                    | Příběh o Lucy a Jassie                    | Bethany Rooney  | Jordon Nardino           | 15. března 2009    | 21. ledna 2010     |
| 105          | 18        | A Spark. To Pierce the Dark.                    | Světlo na konci tunelu                    | David Grossman  | Alexandra Cunningham     | 22. března 2009    | 28. ledna 2010     |
| 106          | 19        | Look Into Their Eyes and You See What They Know | Není těžké umřít, když víte, že jste žili | Larry Shaw      | Matt Berry               | 19. dubna 2009     | 4. února 2010      |
| 107          | 20        | Rose's Turn                                     | Tajnosti a lži                            | David Warren    | Dave Flebotte            | 26. dubna 2009     | 11. února 2010     |
| 108          | 21        | Bargaining                                      | Něco za něco                              | David Grossman  | David Schladweiler       | 3. května 2009     | 18. února 2010     |
| 109          | 22        | Marry Me a Little                               | Vezmeš si mě?                             | Larry Shaw      | Jason Ganzel             | 10. května 2009    | 25. února 2010     |
| 110          | 23        | Everybody Says Don't                            | Všichni říkají, nedělej to                | Bethany Rooney  | John Pardee, Joey Murphy | 17. května 2009    | 4. března 2010     |
| 111          | 24        | If It's Only In Your Head                       | Kruh se uzavírá                           | David Grossman  | Jeffrey Richman          | 17. května 2009    | 11. března 2010    |

### Šestá řada (2009–2010)
| Č. v seriálu | Č. v řadě | Původní název                       | Český název                     | Režie           | Scénář                         | Premiéra v USA     | Premiéra v ČR      |
| ------------ | --------- | ----------------------------------- | ------------------------------- | --------------- | ------------------------------ | ------------------ | ------------------ |
| 112          | 1         | Nice is Different Than Good         | Hodný neznamená šťastný         | Larry Shaw      | Marc Cherry                    | 27. září 2009      | 26. srpna 2010     |
| 113          | 2         | Being Alive                         | Boj o život                     | David Grossman  | Matt Berry                     | 4. října 2009      | 2. září 2010       |
| 114          | 3         | Never Judge a Lady By Her Lover     | Nesuď dámu podle milence        | Andrew Doerfer  | Bob Daily                      | 11. října 2009     | 9. září 2010       |
| 115          | 4         | The God-Why-Don't-You-Love-Me Blues | Proč nás trestáš, Bože?         | David Warren    | Alexandra Cunningham           | 18. října 2009     | 16. září 2010      |
| 116          | 5         | Everybody Ought to Have a Maid      | Každý by měl mít pokojskou      | Larry Shaw      | Jamie Gorenberg                | 25. října 2009     | 23. září 2010      |
| 117          | 6         | Don't Walk on the Grass             | Nevstupovat na trávník          | David Grossman  | Marco Pennette                 | 1. listopadu 2009  | 30. září 2010      |
| 118          | 7         | Careful the Things You Say          | Opatrně s tím, co říkáte        | Bethany Rooney  | Peter Lefcourt                 | 8. listopadu 2009  | 7. října 2010      |
| 119          | 8         | The Coffee Cup                      | Odhalení                        | Larry Shaw      | Dave Flebotte                  | 15. listopadu 2009 | 14. října 2010     |
| 120          | 9         | Would I Think of Suicide?           | Sebevražedné myšlenky           | Ken Whittingham | Jason Ganzel                   | 29. listopadu 2009 | 21. října 2010     |
| 121          | 10        | Boom Crunch                         | Střemhlavý pád                  | David Grossman  | John Pardee, Joey Murphy       | 6. prosince 2009   | 28. října 2010     |
| 122          | 11        | If...                               | Co kdyby...                     | Larry Shaw      | Jamie Gorenberg                | 3. ledna 2010      | 4. listopadu 2010  |
| 123          | 12        | You Gotta Get a Gimmick             | Nápad k nezaplacení             | David Grossman  | Joe Keenan                     | 10. ledna 2010     | 11. listopadu 2010 |
| 124          | 13        | How About a Friendly Shrink?        | Každý někdy potřebuje pomoc     | Lonny Price     | Jason Ganzel                   | 17. ledna 2010     | 18. listopadu 2010 |
| 125          | 14        | The Glamorous Life                  | Báječný život                   | Bethany Rooney  | Dave Flebotte                  | 31. ledna 2010     | 25. listopadu 2010 |
| 126          | 15        | Lovely                              | Drahoušek                       | David Warren    | David Schladweiler             | 21. února 2010     | 2. prosince 2010   |
| 127          | 16        | The Chase                           | Umění svádět                    | Larry Shaw      | John Pardee, Joey Murphy       | 28. února 2010     | 9. prosince 2010   |
| 128          | 17        | Chromolume No. 7                    | Návrat ztracených synů          | Lonny Price     | Marco Pennette                 | 14. března 2010    | 16. prosince 2010  |
| 129          | 18        | My Two Young Men                    | Vyhrát může jenom jeden         | David Grossman  | Bob Daily                      | 21. března 2010    | 6. ledna 2011      |
| 130          | 19        | We All Deserve to Die               | Všichni si zasloužíme zemřít    | Larry Shaw      | Josann McGibbon, Sara Parriott | 18. dubna 2010     | 13. ledna 2011     |
| 131          | 20        | Epiphany                            | Ďábelský škrtič z Wisteria Lane | David Grossman  | Marc Cherry                    | 25. dubna 2010     | 20. ledna 2011     |
| 132          | 21        | A Little Night Music                | Malá noční hudba                | David Warren    | Matt Berry                     | 2. května 2010     | 27. ledna 2011     |
| 133          | 22        | The Ballad of Booth                 | Detektivní balada               | Larry Shaw      | Bob Daily                      | 9. května 2010     | 3. února 2011      |
| 134          | 23        | I Guess This is Goodbye             | Dávám ti sbohem                 | David Grossman  | Alexandra Cunningham           | 16. května 2010    | 10. února 2011     |

### Sedmá řada (2010–2011)
| Č. v seriálu | Č. v řadě | Původní název                             | Český název                      | Režie            | Scénář                        | Premiéra v USA     | Premiéra v ČR     |
| ------------ | --------- | ----------------------------------------- | -------------------------------- | ---------------- | ----------------------------- | ------------------ | ----------------- |
| 135          | 1         | Remember Paul?                            | Paul se vrací                    | David Grossman   | Marc Cherry                   | 26. září 2010      | 1. prosince 2011  |
| 136          | 2         | You Must Meet My Wife                     | To je moje žena                  | Larry Shaw       | Dave Flebotte                 | 3. října 2010      | 8. prosince 2011  |
| 137          | 3         | Truly Content                             | Co je štěstí                     | Tara Nicole Weyr | Matt Berry                    | 10. října 2010     | 15. prosince 2011 |
| 138          | 4         | The Thing That Counts Is What's Inside    | Hlavní je to, co je uvnitř       | David Grossman   | Jason Ganzel                  | 17. října 2010     | 22. prosince 2011 |
| 139          | 5         | Let Me Entertain You                      | Se mnou se pobavíš               | Lonny Price      | Sara Parriot, Josann McGibbon | 24. října 2010     | 29. prosince 2011 |
| 140          | 6         | Excited and Scared                        | Čeho se nejvíc bojíte?           | Jeff Greenstein  | Jeff Greenstein               | 31. října 2010     | 5. ledna 2012     |
| 141          | 7         | A Humiliating Business                    | Jak chutná ponížení              | Larry Shaw       | Marco Pennette                | 7. listopadu 2010  | 12. ledna 2012    |
| 142          | 8         | Sorry Grateful                            | Smutné Díkůvzdání                | David Grossman   | Annie Weisman                 | 14. listopadu 2010 | 19. ledna 2012    |
| 143          | 9         | Pleasant Little Kingdom                   | Naše klidné království           | Arlene Sanford   | Dave Flebotte                 | 5. prosince 2010   | 26. ledna 2012    |
| 144          | 10        | Down the Block There's a Riot             | Rebelové ve Wisteria Lane        | Larry Shaw       | Bob Daily                     | 12. prosince 2010  | 2. února 2012     |
| 145          | 11        | Assassins                                 | Tajemný střelec                  | David Warren     | John Paul Bullock III         | 2. ledna 2011      | 9. února 2012     |
| 146          | 12        | Where Do I Belong                         | Kam patřím                       | David Grossman   | David Schladweiler            | 9. ledna 2011      | 16. února 2012    |
| 147          | 13        | I'm Still Here                            | Ještě jsem tady                  | Lonny Price      | Josann McGibbon, Sara Parriot | 16. ledna 2011     | 23. února 2012    |
| 148          | 14        | Flashback                                 | Stíny minulosti                  | Andrew Doerfer   | Matt Berry                    | 13. února 2011     | 1. března 2012    |
| 149          | 15        | Farewell Letter                           | Dopis na rozloučenou             | David Grossman   | Marco Pennette                | 20. února 2011     | 8. března 2012    |
| 150          | 16        | Searching                                 | Smysl života                     | Larry Shaw       | Jeff Greenstein               | 6. března 2011     | 15. března 2012   |
| 151          | 17        | Everything's Different, Nothing's Changed | Všechno je jinak, vše při starém | David Warren     | Annie Weisman                 | 3. dubna 2011      | 22. března 2012   |
| 152          | 18        | Moments in the Woods                      | Chvilky v lese                   | David Grossman   | John Paul Bullock III         | 17. dubna 2011     | 29. března 2012   |
| 153          | 19        | The Lies Ill-Concealed                    | Špatně utajené lži               | Larry Shaw       | David Schladweiler            | 24. dubna 2011     | 5. dubna 2012     |
| 154          | 20        | I'll Swallow Poison on Sunday             | V neděli se otrávím              | David Warren     | Jason Ganzel                  | 1. května 2011     | 12. dubna 2012    |
| 155          | 21        | Then I Really Got Scared                  | Pak jsem dostal opravdu strach   | Larry Shaw       | Valerie A. Brotski            | 8. května 2011     | 19. dubna 2012    |
| 156          | 22        | And Lots of Security...                   | Pro pocit bezpečí                | David Grossman   | Joe Keenan                    | 5. května 2011     | 26. dubna 2012    |
| 157          | 23        | Come on Over for Dinner                   | Přijďte k nám na večeři          | Larry Shaw       | Bob Daily                     | 15. května 2011    | 3. května 2012    |

### Osmá řada (2011–2012)
| Č. v seriálu | Č. v řadě | Původní název                     | Český název               | Režie              | Scénář                                 | Premiéra v USA     | Premiéra v ČR      |
| ------------ | --------- | --------------------------------- | ------------------------- | ------------------ | -------------------------------------- | ------------------ | ------------------ |
| 158          | 1         | Secrets That I Never Want to Know | Břemeno tajemství         | David Grossman     | Bob Daily                              | 25. září 2011      | 27. září 2012      |
| 159          | 2         | Making the Connection             | Věci, které nás spojují   | Tara Nicole Weyr   | Tara Nicole Weyr                       | 2. října 2011      | 4. října 2012      |
| 160          | 3         | Watch While I Revise the World    | Dívej se, jak změním svět | David Warren       | John Paul Bullock III                  | 9. října 2011      | 11. října 2012     |
| 161          | 4         | School of Hard Knocks             | Škola ran osudu           | David Grossman     | Marco Pennette                         | 16. října 2011     | 18. října 2012     |
| 162          | 5         | The Art of Making Art             | Jak na věc                | Lonny Price        | Dave Flebotte                          | 23. října 2011     | 25. října 2012     |
| 163          | 6         | Witch's Lament                    | Nářek čarodějnice         | Tony Plana         | Annie Weisman                          | 30. října 2011     | 1. listopadu 2012  |
| 164          | 7         | Always in Control                 | Vše pod kontrolou         | Jeff Greenstein    | Jeff Greenstein                        | 6. listopadu 2011  | 8. listopadu 2012  |
| 165          | 8         | Suspicion Song                    | Balada o nedůvěře         | Jennifer Getzinger | David Schaldweiler                     | 13. listopadu 2011 | 15. listopadu 2012 |
| 166          | 9         | Putting it Together               | Síť se stahuje            | David Warren       | Sheila Lawrence                        | 4. prosince 2011   | 22. listopadu 2012 |
| 167          | 10        | What's to Discuss, Old Friend     | Každý máme tajemství      | David Grossman     | Wendy Mericle                          | 8. ledna 2012      | 29. listopadu 2012 |
| 168          | 11        | Who Can Say What's True?          | Kdo ví, co je pravda?     | Larry Shaw         | Brian Tanen                            | 15. ledna 2012     | 6. prosince 2012   |
| 169          | 12        | What's the Good of Being Good     | Nikdo není svatý          | Ron Underwood      | Jason Ganzel                           | 22. ledna 2012     | 13. prosince 2012  |
| 170          | 13        | Is This What You Call Love?       | Tohle že je láska?        | David Grossman     | David Schladweiler, Valérie A. Brotski | 12. února 2012     | 20. prosince 2012  |
| 171          | 14        | Get Out of My Life                | Nepleť se mi do života    | James Hayman       | Cindy Appel                            | 19. února 2012     | 27. prosince 2012  |
| 172          | 15        | She Needs Me                      | Ona mě potřebuje          | Randy Zisk         | Jason Ganzel                           | 4. března 2012     | 3. ledna 2013      |
| 173          | 16        | You Take for Granted              | Nic není jisté            | Jeff Greenstein    | Matt Berry                             | 11. března 2012    | 10. ledna 2013     |
| 174          | 17        | Women and Death                   | Odpočívej v pokoji        | David Grossman     | Annie Weisman                          | 18. března 2012    | 17. ledna 2013     |
| 175          | 18        | Any Moment                        | Na každém kroku           | Randy Zisk         | Sheila Lawrence                        | 25. března 2012    | 24. ledna 2013     |
| 176          | 19        | With So Little to Be Sure Of      | Chyba v plánu             | Tara Nicole Weyr   | Marco Pennette                         | 1. dubna 2012      | 31. ledna 2013     |
| 177          | 20        | Lost My Power                     | Jak chutná bezmoc         | David Grossman     | Wendy Mericle                          | 29. dubna 2012     | 7. února 2013      |
| 178          | 21        | The People Will Hear              | Co řeknou lidi            | David Warren       | Brian Tanen                            | 6. května 2012     | 14. února 2013     |
| 179          | 22        | Give Me the Blame                 | To já za všechno můžu     | Larry Shaw         | Bob Daily                              | 13. května 2012    | 21. února 2013     |
| 180          | 23        | Finishing the Hat                 | Sbohem, Wisteria Lane     | David Grossman     | Marc Cherry                            | 13. května 2012    | 28. února 2013     |